# Бензоїлпероксид
Бензої́лперокси́д, пере́кис бензої́лу (англ. Benzoyl peroxide) — сполука ряду органічних пероксидів із структурною формулою (C6H5−C(=O)O−)2, часто записується у вигляді (BzO)2. За звичайних умов є безбарвними ромбічними або пірамідальними кристалами[джерело?].

## Історія
Історично, бензоїлпероксид добували з кам'яновугільної смоли. Першою людиною,яка синтезувала його був А.Ю. Лейбіґ у 1858. Видатний американський хімік Артур С. Левенгарт застосовував його як неподразнюючий антисептик у 1905, пізніше в 1942 академік Лік підтвердить ці властивості речовини, але в ті часи препарат не був популярним і його головним застосуванням було відбілювання борошна та відбілювання тканин. Потім, у 1929 році вчені Льйон та Рейнольдс висунули теорію, що  цей пероксид мав загоювальні властивості і його варто наносити на рани.  В 30ті роки почався маркетинг мазей перекису бензоїлу з хлоргідроксихіноліном, вони були сумнівної стабільності та їх властивості були сильно прикрашені компаніями-виробниками. Для покращення стабільності сполуки, були винайдені спеціальні упаковки, які дозволяли покупцям змішувати мазь самостійно безпосередньо перед застосуванням. Побачивши під новим кутом сполуку у 1965, вчений Пейс спонукав використання бензоїлпероксиду та сульфуру для лікування акне. Позитивні результати спонукали фармацевтичні компанії до розробок стабільних лосьйонів бензоїлпероксиду. Під кінець 70х препарат набув величезної популярності, що підштовхнуло багато експериментів та досліджень. Було розроблено багато комбінаційних терапій для підвищення ефективності препарату і, станом на сьогодення, перекис бензоїлу є одним з найдостіпніших та найпопулярніших безрецептурних препаратів для лікування акне, існуючи у формі масок, мил, гелів, мазей, лосьонів, кремів та ін. 

## Фізичні властивості
Бензоїлпероксид є важкорозчинним у воді та мінеральних оліях, натомість він помірно розчиняється в органічних розчинниках:
| Розчинник       | Розчинність, г у 100 г |
| --------------- | ---------------------- |
| етанол          | 1,2                    |
| ацетон          | 18,5                   |
| хлороформ       | 26,8                   |
| хлоробензен     | 16,7                   |
| етилацетат      | 14,4                   |
| бензен          | 18,6                   |
| діетиловий етер | 8,6                    |
| діоксан         | 25,2                   |

Існує у вигляді твердої кристалічної речовини та не є вибохонебезпечним за кімнатної температури, але він легко набуває вибухових властивостей при нагріванні або розтиранні[джерело?].
У твердому вигляді та у розчинах бензоїлпероксид є вибухонебезпечним. Теплота згоряння — 6465,4 кал/г[джерело?].
У 1901 році було помічено, що ця сполука змушує настоянку гваякуму посиніти, що є ознакою виділення кисню.

## Отримання
Для синтезу бензоїлпероксиду було винайдено декілька методів, це зумовлено великим попитом на цю сполуку через її широкирокий спектр дії та помірну безпечність.
Одним з головних методів отримання бензоїлпероксиду - його синтез реакцією бензоїлхлориду із пероксидом водню в лужному середовищі[джерело?]:
{\displaystyle \mathrm {2C_{6}H_{5}COCl+H_{2}O_{2}+2NaOH\longrightarrow (C_{6}H_{5}COO)_{2}+2NaCl+H_{2}O} }

Синтез пероксид бензоїлу з бензоїлхлориду

Побічним продуктом реакції є бензойна кислота.
При необхідності отримання чистого пероксиду його осаджують метанолом з розчину хлороформу за кімнатної температури[джерело?].

## Хімічні властивості
Перший синтез цього пероксиду, ймовірно, перебігав за наступною реакцією[джерело?]:
2 C6H5C(O)Cl + BaO2 → (C6H5CO)2O2 + BaCl2
Лейбіґ змішував бензоїл хлорид з пероксидом барію[джерело?].
Основною реакцією, що визначає практичне застосування бензоїлпероксиду, є утворення бензоїл-радикалів. Зв'язок кисень-кисень у пероксидах слабкий. Тому бензоїлпероксид легко піддається гомолізу (симетричному розщепленню) з утворенням радикалів, які із часом розпадаються до феніл-радикалів[джерело?]:
Період напіврозпаду пероксиду бензоїлу становить 15 годин при 70 °C, за 2,2 год при 85 °C, одну годину при 92 °C, 0,4 год при 100 °C,при 131 °C період напіврозпаду становить одну хвилину[джерело?]. 
При гідролізі сполуки утворюються бензойна і пербензойна кислоти[джерело?]:
{\displaystyle \mathrm {(C_{6}H_{5}COO)_{2}+H_{2}O\longrightarrow C_{6}H_{5}COOH+C_{6}H_{5}COOOH} }
Як типовий пероксид, бензоїлпероксид є доволі сильним окисником. Він окиснює фосфіни R3P до R3PO, сульфіди — до сульфоксидів, з олефінами за його участі протікає реакція епоксидування[джерело?].
Бензенове ядро у сполуці нітрується у мета-положення, утворюючи м-нітробензоїлпероксид[джерело?].

## Застосування

### Відбілювач
Пероксид бензоїлу активно застосовують для відбілювання тканин. При найменшому контакті із розчином колір миттєво тьмяніє. 

### Вулканізація та ініціація
Перекис бензоїлу, в основному, використовується як радикальний ініціатор для індукування реакцій полімеризації ланцюгового росту, наприклад, для поліефірних і полі(метилметакрилатних) (ПММА) смол, а також зубних цементів і реставраційних матеріалів. Він є найважливішим серед різних органічних перекисів, що використовуються для цієї мети, відносно безпечною альтернативою набагато небезпечнішому перекису метил етил кетону[джерело?].
Він також використовується для вулканізації каучуку і в якості кінцевого реагента для деяких видів ацетатних ниток[джерело?].

### Джерело радикалів
Найширше бензоїлпероксид використовується як джерело радикалів для ініціювання реакцій радикальної полімеризації (наприклад, у виробництві полістиролу, поліхлорвінілу), джерело фенільних радикалів в органічному синтезі.[джерело?]

### Їжа
Цю сполуку активно застосовують в індустрії виготовлення їжі майже століття, бензоїл пероксид виконує роль відбілювача жирів та олій та борошна.

### Медичне застосування

#### Лікування акне

##### Механізм дії
Класично вважається, що пероксид бензоїлу має потрійну активність у лікуванні акне. Він є себостатиком, комедолітиком і пригнічує ріст Cutibacterium acnes, основної бактерії, пов'язаної з акне. Загалом, acne vulgaris - це опосередковане гормонами запалення сальних залоз і волосяних фолікулів. Гормональні зміни спричиняють збільшення вироблення кератину та шкірного сала, що призводить до блокування дренажу. C. acnes має багато літичних ферментів, які розщеплюють білки та ліпіди в шкірному салі, що призводить до запальної реакції. Вільнорадикальна реакція бензоїлпероксиду може розщеплювати кератин, тим самим розблоковуючи дренаж шкірного сала (комедолітична дія). Він може викликати неспецифічне перекисне окислення C. acnes, що робить його бактерицидним, і вважається, що він зменшує вироблення шкірного сала, але в літературі існують розбіжності щодо цього[джерело?].

##### Види медикаментів
Бензоїлпероксид використовують виключно місцево. Є багато препаратів у різних формах та концентраціях для використання: мила, лосьйони, крема, мазі, маски, палички.

##### Правила використання
Перед використанням препарату шкіру очищують. Для цього рекомендуть використовувати мило без запаху та добавок. Далі на суху шкіру наносять препарат у формі лосьйону. Зони біля очей та ніздрів реакомендується уникати. При наявності порізів на області нанесення реакомендується зупинити лікування або прийняти необхідні міри (тільки за рекомендаціями лікарів). Кожен випадок невиконання процедур має бути повідомлений медичним спеціалістам.
Як правило, процедуру повторюють два рази на добу. Для інших форм бензоїлпероксиду існубть інші інструкції та дозування.
Не займайтесь самолікуванням! Консультуйтесь з професіоналами перед початком лікування.

##### Побічні ефекти
Деякі побічні ефекти є типовим для цього препарату. Якщо Ви не підходите під категорію людей, зазначених в секції "Протипоказання", Ваші лікарі мають бути повідомлені відразу після прояву, але виклик швидкої не є обов'язковим (за рекомендаціями лікарів). Такі ефекти включають (говориться по ділянку шкіри,на яку був нанесений засіб):
- Сухість шкіри[6][8]
- Відлущення шкіри (через 2-5 днів)[8][6]
- Тепле відчуття на шкірі[6]
- Пощипування[6][8]
- Почервоніння[6][8]

Є також побічні ефекти, які свідчать про серйозну небезпку. У випадку прояву подібних, звертайтесь до лікаря або швидкої негайно:
- Біль[6]
- Печіння[6][8]
- Поява пухирів[6]
- Зміна кольору [6]
- Відлущення шкіри (відразу або після 1-2 процедур)[6][8]
- Почервоніння[6][8]
- Свербіж[6][6]
- Подразнення[6]
- Набряк[6][8]

Також відомі рідкі випадки інших побічних ефектів, при виникненні подібних слід викликати швидку негайно:
- Висип та набряк на обличчі, повіках, губах, язиці, горлі, руках, ногах, стопах або статевих органах(з або без нанесення на ці зони препарату)[8]
- Ускладнене дихання[8]
- Запаморочення[8]
- Сильний свербіж або печіння[8]
- Сильне пощипування [8]
- Сильне почервоніння[8]
- Поколування та пощипування в зонах, на яких препарату немає.[8]

## Небезпека

### Токсичність
Бензоїлпероксид є препаратом місцевого застосування, його заборонено намащувати/вливати на/у рот, ніс, вуха, вагіну, очі, відкриті рани, порізи. Якщо маленька кількість препарату потрапило у рану/поріз, то місце контакту необхідно негайно промити водою. Якщо препарат контактував перелічених місцях на тілі або багато потрапила в рану/поріз, то треба негайно сконтактувати токсикологічний центр та швидку допомогу.  Не намагайтесь викликати блювоту без рекомендацій лікарів!

### Канцерогенність
Канцерогенний потенціал пероксиду бензоїлу був досліджений. Дослідження 1981 року, опубліковане в журналі Science, показало, що хоча пероксид бензоїлу не є канцерогеном, він стимулює ріст клітин, якщо його наносити на пухлину, що вже почала розвиватися. Автори дослідження дійшли висновку, що "слід дотримуватися обережності у використанні цієї та інших сполук, що генерують вільні радикали". У 1999 Міжнародне агентство з дослідження раку провело дослідження, яке було сфокусоване на пов'язуванні раку шкіри у людей та використанню бензоїлпероксиду для лікування акне. Препарат, за результатами досліджень, не викликав рак шкіри у людей. Однак деякі дослідження на тваринах виявили, що ця сполука може діяти як канцероген та посилювати дію інших відомих канцерогенів. Бензоїлпероксид розкладається на канцерогенний бензен за температури вище 50°C. Реакція розкладу проходить наступним чином:
{\displaystyle {\ce {(C6H5CO)2O2 <=> 2C6H5CO2}}}
{\displaystyle {\ce {C6H5CO2 -> C6H5 + CO2}}}
{\displaystyle {\ce {C6H5 + H+ -> C6H6}}}

### Відбілювання
Контакт з тканинами або волоссям, наприклад, від ще вологих ліків від акне, може майже миттєво спричинити перманентне понемніння кольору. Навіть вторинний контакт може спричинити відбілювання, наприклад, контакт з рушником, який використовувався для змивання засобів гігієни, що містять пероксид бензоїлу.
Деякі препарати у поєднанні з бензоїлпероксидом можуть спричиняти тимчасове забарвлення шкіри (засоби з сульфуром або гідрохіноном)  

### Вибухонебезпечність
Пероксид бензоїлу є потенційно вибухонебезпечним, як і інші органічні пероксиди, і може спричинити пожежу без зовнішнього запалювання (достатньо світла та/або тертя). Небезпека є особливо серйозною для чистого матеріалу, тому сполуку зазвичай використовують у вигляді розчину або пасти. Наприклад, косметика містить лише невеликий відсоток пероксиду бензоїлу і майже не становить ризику вибуху.

## Протипоказання
Наявність захворювань, які змінюють дію препарату та пошкодять шкіру:
- Дерматит
- Екзема
- Сонячний опік
- Алергія на бензоїлпероксид або будь-які інші препарати.[14][6]

Лікарі обов'язково мають бути проінформовані, якщо у Вас є щось з переліченого.
Вігінтим/кормлячим особам варто проконсультуватись перед використанням цього препарату з сертифікованим лікарем.
Інші засоби місцевого (наносити на шкіру) застосування можуть перешкодити дії препарату та/або пошкодити шкіру. Якщо Ваш лікар не дозволив використовувати ці засоби, то від їх використання слід утриматись, подібні засоби можуть включати:
- Будь-який місцевий засіб від акне або засіб для шкіри, що містить відлущувальну речовину (резорцин, саліцилову кислоту, сірку(особливо варто остерігатись сульфонів)[9]або третиноїн)[6]
- Будь які засоби для волосся, що подразнюють шкіру (перманентні засоби або засоби для видалення волосся). [6]
- Засоби, які спричиняють чутливість до сонця (зазвичай, подібні мають у складі лайм або прянощі)[6]
- Засоби для шкіри, що містять велику кількість спирту, такі як в'яжучі засоби, креми для гоління або лосьйони після гоління. [6]Якщо Ви використовуєте крем для гоління та використовуєте бензоїлпероксид для лікування акне на обличчі, то склад крему має бути повідомлений лікарю, без дозволу ліцензованого лікаря рекомендується утриматись від застосування подібних засобів навіть якщо вони не містять засоби перераховані у першому пункті.
- Засоби, які пересушують та подразнюють шкіру (косметичні засоби, мила, клінзери (засоби для очищення шкіри)[6]
- Засоби, які містять гідрохінон.[9]